# Initiative for Open Authentication
Initiative for Open Authentication（オープン認証イニシアチブ、OATH）は、オープン標準に基づいてオープンなリファレンスアーキテクチャを確立し、強力な認証の利用を促すためベリサインが中心となって設立した、業界をまたいだコラボレーションを推進する組織である。会員資格はCoordinating・Contributing・Adoptinngの3つに分類され、認証技術に関するコストの削減や機能の簡素化を目的にさまざまな規格を提唱している。

## 用語
OATHの語源は"Open Authentication"であり、英単語の"oath"と同じように発音する。
OATHは認可 (セキュリティ)のオープン標準であるOAuthとは一切関係ないが、ほとんどのログインシステムにおいてはその両方を組み合わせて導入する。

## 参照
- HOTP: HMACベースのワンタイムパスワード RFC 4226
- TOTP: 時間ベースのワンタイムパスワード RFC 6238
- OCRA: OATH Challenge-Response Algorithm RFC 6287
- Portable Symmetric Key Container (PSKC) RFC 6030
- Dynamic Symmetric Key Provisioning Protocol (DSKPP) RFC 6063
- FIDO Alliance